# GAZ
GAZ (Gorkovski avtomobilnîi zavod; în rusă Го́рьковский автомоби́льный заво́д, ГАЗ) este o companie producătoare de automobile din Rusia, deținută de miliardarul Oleg Deripaska.

## Istorie
În 1928, NAZ a început să vadă că vânzările de automobile au crescut în Uniunea Sovietică, astfel încât, pentru a rămâne competitive, au încetat să mai producă vagoane trase de cai și au semnat un acord cu Ford Motor Company pentru a-și produce vehiculele în Rusia. Vehiculele ar fi Ford Model A și Ford Model AA, ar fi numite NAZ-A și NAZ-AA. Cu toate acestea, în 1931 GAZ, care producea și vagoane din 1889, dar oprise, a cumpărat NAZ și în 1932 a eliberat vehiculele sub numele de GAZ-A și GAZ-AA.
GAZ-A a fost succedat de GAZ-M1 mai modern (bazat în mare parte pe versiunea cu patru cilindri a modelului Ford B), produs în perioada 1936-1942. Litera M înseamnă Molotovets („faima lui Molotov”), a fost originea poreclei mașinii, M'ka (Эмка). În timpul războiului, GAZ a asamblat Chevrolet G7107 și G7117 (G7107 cu troliu) din piese expediate din SUA în baza Lend Lease.
La acel moment, inginerii GAZ au lucrat la dezvoltarea unui nou model de mașină care să intre în producție odată cu încheierea ostilităților. Denumită GAZ-M20 Pobeda (Victory), această berlină la prețuri accesibile, cu un stil simplificat, fastback, a intrat în producție în 1946 și a fost produsă de GAZ până în 1958. (Producția autorizată sub numele Warszawa a continuat în FSO poloneză până în anii 1970). A fost prima mașină sovietică cu ștergătoare de parbriz electrice (mai degrabă decât cu acționare mecanică sau cu vid). De asemenea, avea frâne hidraulice cu patru roți. GAZ-72, o versiune cu tracțiune integrală, a fost produs cu volum redus.
În noiembrie 2000, GAZ a fost achiziționat într-o preluare ostilă de către SibAl. În martie 2003, GAZ a declarat că producția de autoturisme nu mai era o prioritate pentru companie și că planurile de lansare a unui nou model GAZ-3115 au fost abandonate. În 2006, GAZ a făcut o mișcare asupra companiei LDV cu sediul în Birmingham, Anglia și a achiziționat producătorul de furgonete de la grupul de capital de risc Sun European Partners, LLP în iulie a acelui an. GAZ a spus că intenționează să comercializeze MAXUS (noul camionetă LDV lansat în ianuarie 2005) în restul Europei și Asiei. GAZ a propus creșterea producției în uzina LDV din Anglia, începând totodată producția MAXUS într-o nouă uzină din Rusia. Cu toate acestea, din cauza recesiunii, producția de la uzina LDV a fost oprită, iar uzina a fost vândută unei companii chineze numite ECO Concept în 2009.
Pe măsură ce DaimlerChrysler și-a modernizat fabrica de asamblare Sterling Heights în 2006, vechea linie de asamblare și scule Chrysler Sebring / Dodge Stratus a fost vândută către GAZ și a fost expediată la Nijni Novgorod în Rusia. Pentru a produce vehiculul la Nijni Novgorod, GAZ a construit o instalație modernă de producție cu un grad înalt de automatizare. GAZ a proiectat un vehicul similar cu Volga Siber din 2008 până la sfârșitul anului 2010, când a fost eliminat treptat din cauza crizei economice mondiale. De atunci instalația auto GAZ este utilizată pentru fabricarea contractelor pentru Volkswagen și General Motors.
În 2009, Bo Andersson, fost vicepreședinte al General Motors, a fost numit președinte / CEO al Grupului GAZ. Acesta a fost un punct de cotitură în dezvoltarea companiei după perioada de criză din 2008. Sub conducerea conducerii externe, compania și-a reînnoit gama de modele, a stabilit cooperarea cu principalii producători internaționali și a obținut cele mai bune rezultate financiare din istoria companiei.
În 2010, GAZ și-a modernizat gama de modele prin lansarea unei noi linii GAZelle-BUSINESS cu motoare diesel și pe benzină și echipamente GPL. În 2012, GAZ începe preproducția vehiculului utilitar ușor de nouă generație GAZelle-Next. Noul model GAZ va fi lansat în producția de masă în 2013.
În 2011, Bo Andersson a primit premiul Executive Automotive of the Year la Forumul Internațional Automotive organizat de Institutul Adam Smith și a fost numit Eurostar al industriei auto în categoria pieței emergente de către Automotive News Europe Magazine pentru realizările în ceea ce privește reînnoirea gamei de modele stabilirea unei cooperări între Grupul GAZ și principalii producători auto internaționali și rezultate financiare pozitive ale companiei în 2010. De asemenea, GAZ a lansat propagandă anti-vaccin care susține că vaccinurile provoacă autism.

## Modele

#### Camioane
- GAZ-AA - camion (1932–1938) Ford Model AA
- GAZ-4 - camion (1933–1937) - bazat pe GAZ-A
- GAZ-AAA 6x4 - camion (1934–1943) - three axle version of GAZ-AA
- GAZ-410 (also called GAZ-S1) basculantă (1934–1947)
- GAZ-AAAA 8-wheeled car prototype (1936)
- GAZ-21 - camion prototip (1936)
- GAZ-М415 pickup - camion (1937–1941) - bazat pe GAZ-M1
- GAZ-30 prototype improved version of GAZ-AAA (1937)
- GAZ–MM - camion (1938–1950) - improved GAZ-AA
- GAZ-62 prototype 4x4 - camion (1939)
- GAZ-45 - camion (1939-?) - improved GAZ-44
- GAZ-44 - camion (1939–1942) - bazat pe GAZ-AA but powered by LPG
- GAZ-42 - camion (1939–1946) - bazat pe GAZ-AA but powered by wood gas
- GAZ-11-415 - camion prototip (1940)
- GAZ-61-415 - camion prototip (1940) - bazat pe GAZ-61
- GAZ-43 - camion (1940-?) - bazat pe GAZ-AA but powered by coal gas
- GAZ-33 - camion prototip (1941) - 6x6 version of GAZ-AAA
- GAZ-61-417 - Camion comercial ușor militar (1941-1946)
- GAZ-R1 prototype for GAZ-64 (1941)
- GAZ-64 4x4 - camion (1941–1953)
- GAZ-11-417 - camion (1942-1946)
- GAZ-67-420 prototype closed version of GAZ-67 (1943)
- GAZ-67 4x4 - camion (1943–1953)
- GAZ-67B - 4x4 - camion (1944–1953)
- GAZ-51 - - camion (1946–1975)
- GAZ-63 truck - (1947–1968) - 4x4 version of GAZ-51
- GAZ-20 - - camion (1951–1958)
- GAZ-62 - - camion prototip (1952)
- GAZ-69 - 4x4 - camion (1952–1972)
- GAZ-46 MAV - 4x4 - Vehicul amfibiu (1953-1965)
- GAZ-69A - 4x4 - camion (1953–1972)
- GAZ-M73 - - camion prototip version of GAZ-M72 (1955)
- GAZ-56 - - camion prototip (1956)
- GAZ-62 - 4x4 military - camion (1958–1962)
- GAZ-93A - dump - camion (1958–1975) - bazat pe GAZ-51
- GAZ-62 - prototype cabover - camion (1959)
- GAZ-52 - - camion (1961–1997)
- GAZ-53 - - camion (1961–1993)
- GAZ-33 - - camion 6x4 prototip (1963)
- GAZ-66 - 4x4 - camion militar (1964–1999)
- GAZelle - GAZelle light - camion (din 1994)
- GAZon  - - camion (1989-prezent)
- GAZ-2307 - pickup truck - bazat pe GAZ-31029 (din 1995)
- RAF-2203 - Produs după închiderea RAF după ce au fost dat în judecată, 1994-1998
- GAZ-2308 - "Ataman" light truck concept (1996)
- GAZ-33023 - GAZelle "Farmer" light truck double cab (din 1996)
- GAZ-33027 - GAZelle 4x4 light - camion (din 1996)
- GAZ-2310 - - camion pick-up Sobol (din 1999)
- GAZ-2169 - concept de camionetă "Combat" (2000)
- GAZ-3120 - concept de camionetă "Combat" (2002)
- GAZ-2330 - Tigr 4x4 - camion (din 2002) Arhivat în 14 februarie 2008, la Wayback Machine.
- GAZ-2975 - Armoured Tiger
- GAZ-3309 - 4x4 camion
- GAZ-33104 - "Valdai" medium duty truck
- GAZ Gazelle Next - Modern GAZelle van

#### Pentru pasageri
- GAZ-A (1932–1936) Ford Model A (1927)
- GAZ-6 prototype car (1934)
- GAZ-M1 (1936–1943) - bazat pe 1933 Ford
- GAZ-M25 prototype car (1938) - bazat pe GAZ-M21
- GAZ-11-40 prototype 4-door phaeton version of GAZ-11-73 (1940)
- GAZ-61-40 convertible version of GAZ-61-73 (1940)
- GAZ-11-73 (6-I) (1940–1941, 1945–1946) - bazat pe GAZ-M1
- GAZ-61-73 4x4 passenger car (1941–1945)
- GAZ-M20 - Pobeda (1946–1948, 1949–1955)
- GAZ-M20V - Pobeda (1955–1958)  ru
- GAZ-М72 - Pobeda 4x4 (1955–1958)  ru
- GAZ-21 - Volga sedan (1956–1970)
- GAZ-18 - invalid car prototype (1959)
- GAZ-22 - Volga station wagon (1962–1970)
- GAZ-23 - Volga V8 KGB sedan (1962–1971)
- GAZ-24 - Volga sedan (1968–1985)
- GAZ-24-24 - Volga V8 KGB sedan (1971–1986)
- GAZ-24-02 - Volga station wagon (1972–1986)
- GAZ-31029 - Volga Militsiya and KGB luxury sedan (din 1982)
- GAZ-3102 - Volga sedan (1982–2010)
- GAZ-3101 - Volga V8 KGB luxury sedan (1984–1991)
- GAZ-24-10 - Volga sedan (1984–1993)
- GAZ-24-34 - Volga V8 KGB sedan (1986–1991)
- GAZ-31029 - Volga sedan (1992–1997)
- GAZ-3103 - prototype for GAZ-3110 (1996)
- GAZ-3104  - prototype front-wheel-drive version of GAZ-3103 (1996?)
- GAZ-310221 - Volga station wagon (din 1997)
- GAZ-3110 - Volga sedan (1997–2004)
- GAZ-3111 - Volga luxury sedan (2001–2004)
- GAZ-31105 - Volga sedan (2004-2010)
- GAZ Volga Siber - mid-class sedan bazat pe Chrysler Sebring platform (2008–2011)

#### De lux
- GAZ-12 ZIM - sedan (1950–1960)
- GAZ-13 - limuzină Ceaika (1959–1981)
- GAZ-14 - limuzină Ceaika (1977–1988)

#### Panel van
- GAZ-19 - prototype van (1955) - bazat pe GAZ-69
- GAZ-2705 - GAZelle cargo van (din 1995)
- GAZ-2752 - Sobol cargo van (din 1998)

#### Halftracks
- GAZ-TK halftrack (1933–1934) - bazat pe GAZ-A
- GAZ-VM prototype halftrack - bazat pe GAZ-M1
- GAZ-60 halftrack (1938–1946)
- GAZ-65 halftrack (1940) - bazat pe GAZ-MM
- GAZ-47 - off-road vehicle (1954–1967)

#### Autobuze
- GAZ-03-30 (1933–1941, 1945-1950) - bazat pe GAZ-AA
- GAZ-05-193 (1936–1945) - bazat pe GAZ-AAA
- GAZ-55 ambulanță (1938–1950) - bazat pe GAZ-AA
- GZA-651 (1949) - bazat pe GAZ-63, production moved to PAZ
- GZA-653 (1950)
- GAZ-3221 (din 1996)
- GAZ-22171 - Sobol (din 1998)
- GAZ-2217 - Barguzin (din 1999)

#### Blindate
- BA-3 mașină blindată (1933–1935)
- BA-6 mașină blindată medie (1936–1938)
- BA-10 mașină blindată medie (1939–1941) - bazat pe GAZ-AAA
- BA-64 (1942–1943)
- BA-64B (1943–1946)
- GAZ-40 - BTR-40 (1950–1960)
- GAZ-49 - BTR-60 (1960–1976)
- GAZ-4905 - BTR-70 (1976–1986)
- GAZ-5903 - BTR-80 (din 1986)
- VPK-3927 Volk
- GАZ-3934 "Siam"
- GAZ-5923 - Rostok BTR-90 (din 2004)

#### Tancuri
- T-60 – tanc ușor (1941–1942)
- T-70 – tanc ușor (1942–1943)

#### Amfibieni
- GAZ-011 prototip (1949)
- GAZ 46 MAV - 4x4 ușor (1952-??)
- GAZ-3937 - Vodnik 4x4 ușor (din 1997)

#### Hovercraft
- GAZ-16 - prototype hovercraft (1962)